# Bror Anders Månsson
Bror Anders Månsson (även känd som BAM)[källa behövs], född i Lund den 29 september 1947, är en svensk entreprenör och företagsledare. 
Efter en karriär inom förpackningsindustrin, bland annat som VD för Åkerlund & Rausing, startade Månsson det privata postföretaget Citymail i Stockholm 1991. 
"På kvällen den 11 oktober 1989 läste grundaren Bror Anders Månsson en artikel i tidningen Affärsvärlden om posthanteringen i Sverige. 
Han insåg snart att hanteringen måste gå att göra betydligt effektivare." Formuleringen av den nyfödda idén blev "Varför sortera det som redan är sorterat?". 
Företaget gick därefter i konkurs två gånger, 1992 och 1995. År 2002 sålde han Citymail, och tjänade då omkring 145 miljoner. Sedan våren 2018 ägs CityMail av det tyska kapitalbolaget Allegra Capital efter att Posten Norge sålde den del del av Bring som de förvärvade 2008.